# Pierre Harmel
Pierre Harmel (født 16. marts 1911 i Uccle/Ukkel, Bruxelles, død 15. november 2009 i Bruxelles) var en belgisk politiker, der var landets premierminister fra 28. juli 1965 til 19. marts 1966, valgt for det kristendemokratiske parti Parti Social Chrétien.
Han var dr.jur. og kandidat i samfundsvidenskab fra Université de Liège. Han blev medlem af Belgiens parlament i 1946 og sad til 1971. I 1958 og 1960 blev han justits- og kulturminister, og efter sin tid som premierminister blev han udenrigsminister i Paul Vanden Boeynantss liberale regering.